# Hannelore Willbrandt

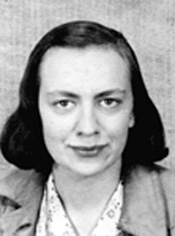
Hannelore Willbrandt, um 1945

Hannelore Willbrandt (verheiratete Sieber, dann Ploog) (* 21. September 1923 in Hamburg; † 10. Februar 2003 in Schöneiche bei Berlin) war eine Widerstandskämpferin gegen den Nationalsozialismus, die an den Aktionen der Weißen Rose Hamburg beteiligt war.

## Leben

### Herkunft und Ausbildung
Hannelore Willbrandt wuchs mit zwei älteren Geschwistern in einem sozialdemokratischen Elternhaus auf. Ihre Eltern waren Wilhelm Willbrandt und Johanna geb. Bertholet. Der Vater war Bürobeamter bei der Hamburg-Amerikanischen Packetfahrt-Actien-Gesellschaft (HAPAG) und als Buchhalter beschäftigt. Willbrandt wurde in der St. Pauli-Kirche evangelisch getauft. Die Schulausbildung begann sie 1930 an der Höheren Mädchenschule von Anna Kraut in der Annenstraße und beendete sie 1940 am Oberbau der Mädchenschule Marienthaler Straße mit der mittleren Reife.
Nach der Schule begann Willbrandt die Lehre zur Buchhandlungsgehilfin in der Hamburger Buchhandlung Conrad Kloss in der Dammtorstraße 1. Wegen guter Leistungen schenkte ihr Kloss das letzte halbe Jahr, dadurch beendete sie die Lehre am 30. September 1942. Danach arbeitete sie in der wissenschaftlichen Abteilung der Buchhandlung.
Vom 1. April 1943 musste Willbrandt bis Ende September den Reichsarbeitsdienst im Lager Kropp / Kreis Schleswig als Arbeitsmaid in der Bauernhilfe leisten. Um nicht in der Rüstungsindustrie arbeiten zu müssen, gab Willbrandt an, nach dem Reichsarbeitsdienst Medizin studieren zu wollen, und leistete vermutlich deshalb den Kriegshilfsdienst im Hamburger Ausweichkrankenhaus Rickling bei Neumünster als Helferin in der Küche. Sie wohnte bei ihren Eltern in Barmbek-Süd, die Wohnung wurde bei den britischen Luftangriffen vom 24. Juli bis zum 3. August 1943 zerstört.

### Illegaler Widerstand
In einem großen Freundeskreis leistete Hannelore Willbrandt Widerstand gegen den Nationalsozialismus, die Gruppe wurde später als „Weiße Rose Hamburg“ bezeichnet (siehe Personen der Weißen Rose Hamburg).
Das sozialdemokratische Elternhaus und kritische Lehrer hatten Hannelore Willbrandt in Opposition zum herrschenden Regime gebracht. So beteiligte sie sich an dem wöchentlich stattfindenden Gesprächskreis ihres Zeichenlehrers Albert Feser über Kunst und Literatur, der auch verbotene und unerwünschte Werke behandelte. Auch ihr Klassenlehrer, Henry Kröger, hatte seine humanistische Gesinnung behalten und kümmerte sich weit über seine eigentlichen Aufgaben hinaus um die Schüler. Er organisierte in jedem Jahr eine 14-tägige Klassenwanderung in verschiedene Gebiete Deutschlands und machte die Schüler mit Denkmalen der deutschen Kultur vertraut.
Während ihrer Tätigkeit Anfang der 1940er Jahre erst als Lehrling, dann als Buchhandlungsgehilfin in der Buchhandlung Kloss stellte Willbrandt zahlreiche Kontakte zwischen verschiedenen gegen das NS-Regime opponierenden Personen und Gruppen her.
Im Sommer 1942 lernte Willbrandt die Studenten Margaretha Rothe und Heinz Kucharski als Kunden in der Buchhandlung kennen, ebenso den Studenten Howard Beinhoff. Durch die Mitschülerin der Fachschule für Buchhändlerlehrlinge Gisela Schneider, die als Lehrling in der Kunsthandlung Commeter arbeitete, lernte Willbrandt den Medizinstudenten Albert Suhr kennen. Willbrandt befreundete sich mit ihm – ebenso wie mit Rothe und Kucharski, nachdem sie ihrer politischen Abneigungen gegen den Nationalsozialismus sicher waren. Willbrandt machte Rothe, Kucharski und Suhr in ihrer elterlichen Wohnung miteinander bekannt.
Rothe und Kucharski hatten zeitweilig in Parallelklassen die Lichtwarkschule besucht und gehörten dem Lesekreis um ihre Lehrerin Erna Stahl an, zu dem auch Traute Lafrenz und Lotte Canepa gehörten. Karl Ludwig Schneider und Howard Beinhoff waren ebenfalls Lichtwarkschüler, gingen jedoch in eine andere Klasse und hatten andere Lehrer.
Suhr hatte gemeinsam mit Reinhold Meyer das Wilhelm-Gymnasium besucht und war sehr eng mit ihm befreundet. Durch sein Studium lernte er im Universitätskrankenhaus Eppendorf (UKE) antifaschistisch eingestellte Studenten und Ärzte kennen. Dazu gehörten die Assistenzärztin Ursula de Boor, Mitarbeiterin von Rudolf Degkwitz sen. an der Kinderklinik im UKE, der Medizinstudent Rudolf Degkwitz jun., die Assistenzärztin Eva von Dumreicher-Heiligtag, die Assistenzärzte in der Chirurgie des UKE John Gluck und Heinz Lord sowie der Medizinstudent Friedrich Geussenhainer.
Dem kriegsgefangenen serbischen Arzt Dr. Singer, der mit militärischer Aufsicht Bücher kaufen durfte, steckte Willbrandt ein Bändchen mit serbischen Gedichten zu. Bei einem weiteren Besuch Singers übergab dieser ihr heimlich einen Brief, in dem er sein Leben schilderte und versicherte, dass die Jugoslawen alle Nationen lieben. Willbrandt diskutierte diesen Brief mit Kucharski und Rothe und antwortet darauf in einem Brief „…ich halte es mit der Antigone des Sophokles ‚Nicht mitzuhassen, mitzulieben bin ich da…‘“, den sie Singer bei einem weiteren Einkauf zusteckte.
Willbrandt, Rothe, Kucharski, Suhr und Beinhoff trafen sich fortan öfter und tauschten Gedanken zu politischen Tagesfragen und zur militärischen Lage aus. Es wurden philosophische, künstlerische und literarische Themen diskutiert. Sie fragten sich: Was können wir tun? oder: Wie müsste die Zukunft aussehen? Die Zusammenkünfte fanden in der Wohnung von Willbrandt statt; nach den Bombardements im Sommer 1943 trafen sich die Freunde im Keller der Buchhandlung Agentur des Rauhen Hauses am Jungfernstieg, deren Juniorchef Meyer war. Lafrenz brachte im Herbst 1942, als sie in der Hamburger Frauenklinik Finkenau famulierte, das dritte Flugblatt der Weißen Rose aus München nach Hamburg. Willbrandt und Suhr schrieben das Flugblatt sowie das Gedicht Marschliedchen („Ihr und die Dummheit zieht in Viererreihen“) von Erich Kästner ab und verbreiteten die Durchschläge.

### Verfolgung und Befreiung
Am 18. Dezember 1943 wurde Hannelore Willbrandt beim Rupfen der Weihnachtsgänse aus dem Kriegshilfsdienst im Hamburger Ausweichkrankenhaus Rickling bei Neumünster von der Gestapo verhaftet, zunächst wurde sie in das Polizeigefängnis Neumünster und am 25. Dezember 1943 in das Gestapo-Gefängnis Hamburg-Fuhlsbüttel verbracht. Nach zehn Monaten Einzelhaft wurden sie und 18 andere Angeklagte aus dem Kreis der Weißen Rose Hamburg in das Untersuchungsgefängnis Hamburg-Stadt am Holstenglacis gebracht. Am 6. November 1944 wurde sie als Untersuchungsgefangene dem Volksgerichtshof überstellt und Anfang November zunächst mit acht Frauen in das Frauenzuchthaus Cottbus, später über das Gefängnis Leipzig-Kleinmeusdorf in das Zuchthaus St. Georgen in Bayreuth verlegt. Durch die Haft und die Transporte lernte Willbrandt auch Widerständlerinnen aus anderen Gruppen und Gegenden kennen, z. B. Ilse Schaeffer, Elfriede Paul und Cilly Bode.
Die Anklage erfolgte wegen Vorbereitung zum Hochverrat, Feindbegünstigung, Wehrkraftzersetzung und des Rundfunkverbrechens im Verfahren gegen Albert Suhr, Hannelore Willbrandt, Ursula de Boor, Wilhelm Stoldt und Felix Jud. Das Verfahren sollte in Bayreuth durchgeführt werden, da das Gebäude des Volksgerichtshofes in Berlin durch alliierte Bombenangriffe am 3. Februar 1945 zerstört worden war. Willbrandt und die anderen Frauen der Weißen Rose Hamburg wurden am 14. April 1945 in Bayreuth durch die US-Armee befreit, während der Volksgerichtshof in Hamburg noch am 20. April 1945 gegen Angehörige der Weißen Rose verhandelte.

### Leben in der Sowjetischen Besatzungszone und in der DDR
Nach der Befreiung lernte Hannelore Willbrandt Ernst Sieber aus dem Kreis der Roten Kapelle kennen, der in Bayreuth ebenfalls auf den Volksgerichtshofprozess warten musste. Sieber gründete mit Willbrandt und anderen Häftlingen am 1. Mai 1945 in Bayreuth die KPD, die allerdings von den amerikanischen Alliierten verboten wurde. Willbrandt trat der KPD im Juli 1945 (ab 1946 SED) bei. Mit Sieber ging sie am 17. Juni 1945 zu ihren Eltern nach Hamburg. Ende Juni passierten beide auf dem Weg nach Berlin die „grüne Grenze“ bei Lauenburg. Im August 1945 heirateten sie; 1946 wurde ein Kind geboren. Am 29. März 1946 bezogen sie ihre erste eigene Wohnung im amerikanischen Sektor, in Zehlendorf. Wegen der fortschreitenden Teilung Berlins zog Familie Sieber im August 1947 in den sowjetischen Sektor nach Weißensee.  Die Ehe wurde 1951 geschieden, Hannelore Sieber-Willbrandt heiratete später Arthur Ploog; 1952 wurde ein weiteres Kind geboren.
Willbrandt lebte weiter in der DDR. Lange Jahre arbeitete sie im Verlag Volk und Wissen. Bis Ende 1949 war sie Redakteurin und Chefredakteurin der Zeitschriften ABC-Zeitung und Die Schulpost. Ab 1. Januar 1950 war sie als Leiterin der Abteilung Biologie für die Herausgabe der Schulbücher und Lehrmaterialien für das Fach Biologie verantwortlich, ab Mai 1952 war sie auch Chefredakteurin der Lehrerzeitschrift Biologie in der Schule. Sie betreute und lektorierte verlagsseitig sowohl die Exkursionsfauna von Erwin Stresemann (1955) als auch die Exkursionsflora von Werner Rothmaler (1959).
1975 promovierte Ploog-Willbrandt mit dem Thema „Zu weltanschaulich-philosophischen Problemen in Aldous Huxleys Utopie ‚Schöne neue Welt‘“ an der Humboldt-Universität zu Berlin; wissenschaftlicher Betreuer war Hermann Ley. Die Dissertation war die Grundlage ihres Buches Im Netz der Manipulierung – Aldous Huxley und seine ‚Brave New World‘, das in beiden deutschen Staaten gleichzeitig erschien.
Ab 1977 war Ploog-Willbrandt bis zu ihrer Berentung wissenschaftliche Mitarbeiterin am Zentralinstitut für Philosophie der Akademie der Wissenschaften der DDR. Ehrenamtlich leitete sie die Kommission zur Erforschung der Geschichte des örtlichen antifaschistischen Widerstandskampfes beim Kreiskomitee Weißensee des Komitees der Antifastischen Widerstandskämpfer der Deutschen Demokratischen Republik.

## Auszeichnungen
- 1958 Medaille für Kämpfer gegen den Faschismus 1933 bis 1945
- 1960 Dr.-Theodor-Neubauer-Medaille in Bronze
- 1966 Pestalozzi-Medaille für treue Dienste in Silber
- 1976 Pestalozzi-Medaille für treue Dienste in Gold
- 1978 Vaterländischer Verdienstorden in Bronze

## Schriften
- … und Heiner ist auch dabei. Der Kinderbuchverlag, Berlin 1951, Ursula Baer (Pseudonym für Hannelore Sieber und Ulla Hengst).
- Im Netz der Manipulierung – Aldous Huxley und seine "„Brave New World“. Akademie, Berlin 1979 / Marxistische Blätter, Frankfurt am Main 1979, ISBN 3-88012-510-4.
- Der illegale Kampf der KPD 1933–1945 in Berlin-Weißensee. Berlin 1980.